# (5515) Naderi
(5515) Naderi es un asteroide perteneciente al cinturón de asteroides descubierto el 5 de marzo de 1989 por Eleanor F. Helin desde el Observatorio del Monte Palomar, Estados Unidos.

## Designación y nombre
Designado provisionalmente como 1989 EL1. Fue nombrado Naderi en honor a Firouz Naderi, científico, ingeniero y gerente que ha dirigido programas principales en el Laboratorio de Propulsión a Chorro, incluido el Programa de Exploración de Marte durante el desarrollo y los aterrizajes exitosos de los rovers Spirit y Opportunity. Fue galardonado con el más alto honor de la NASA, la Medalla por Servicio Distinguido, en 2004.

## Características orbitales
Naderi está situado a una distancia media del Sol de 2,667 ua, pudiendo alejarse hasta 3,260 ua y acercarse hasta 2,074 ua. Su excentricidad es 0,222 y la inclinación orbital 13,08 grados. Emplea 1591,39 días en completar una órbita alrededor del Sol.

## Características físicas
La magnitud absoluta de Naderi es 12,9. Tiene 7,001 km de diámetro y su albedo se estima en 0,273. 